# Dewhadi
Dewhadi là một thị trấn thống kê (census town) của quận Bhandara thuộc bang Maharashtra, Ấn Độ.

## Nhân khẩu
Theo điều tra dân số năm 2001 của Ấn Độ, Dewhadi có dân số 5759 người. Phái nam chiếm 50% tổng số dân và phái nữ chiếm 50%. Dewhadi có tỷ lệ 75% biết đọc biết viết, cao hơn tỷ lệ trung bình toàn quốc là 59,5%: tỷ lệ cho phái nam là 82%, và tỷ lệ cho phái nữ là 67%. Tại Dewhadi, 11% dân số nhỏ hơn 6 tuổi.